# کمپین فرانکلین–نشویل
کمپین فرانکلین-نشویل (انگلیسی: Franklin–Nashville Campaign) همچنین شناخته شده با عنوان کمپین هود در تنسی، عنوان یک عملیات نظامی منجر به چندین جنگ در جبهه غربی و در طول جنگ داخلی آمریکا می‌باشد.